# Trapped (сингл Тупака Шакура)
«Trapped» — третій сингл американського репера Тупака Шакура з його дебютного студійного альбому 2Pacalypse Now. У пісні йдеться про жорстокість поліції.
Тупак розповідає про утиски поліції. Репер вистрілив у відповідь і убив нападника. Зрештою копи заганяють його у глухий кут. Репер завершує пісню рядком «I'd rather die then be trapped in the living hell». Приблизно у час прем'єри відео Тупак зазнав нападу з боку поліції Окленда після того, як він вилаявся на них за приниження імені й реагування на перехід ним проїжджої частини у недозволеному місці.
Кліп містить кадри з Тупаком у в'язниці. У зйомках також узяв участь Shock G. Відео потрапило як бонус до DVD «Тупак: Воскресіння». Як семпл використано «Holy Ghost» Bar-Kays та «The Spank» Джеймса Брауна.

## Список пісень
1. «Trapped» — 4:50
2. «Trapped» (instrumental mix) — 5:26
3. «The Lunatic» — 3:31
4. «The Lunatic» (instrumental mix) — 3:31